# Magdeburger Ehrenmal

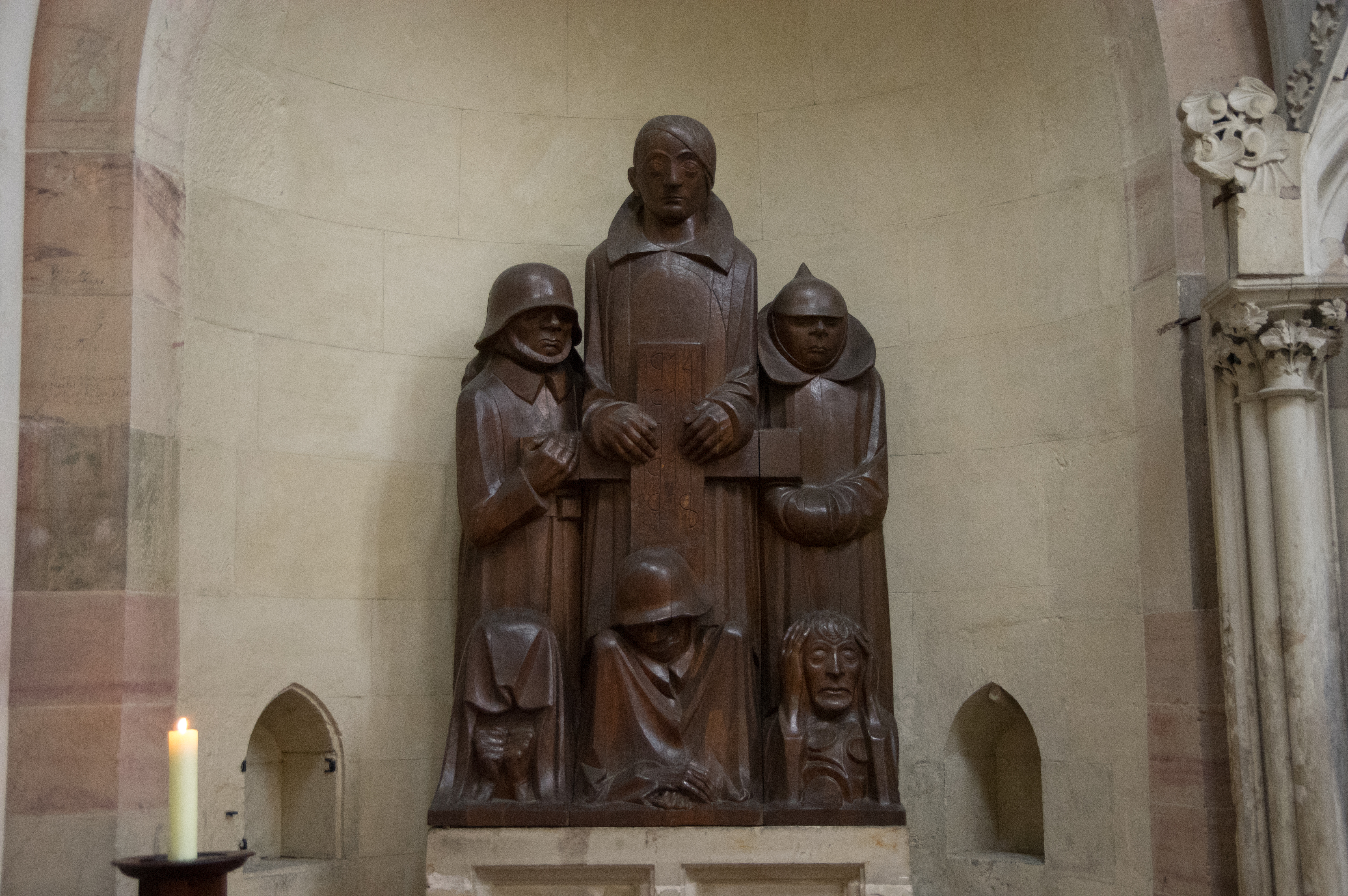
Magdeburger Ehrenmal

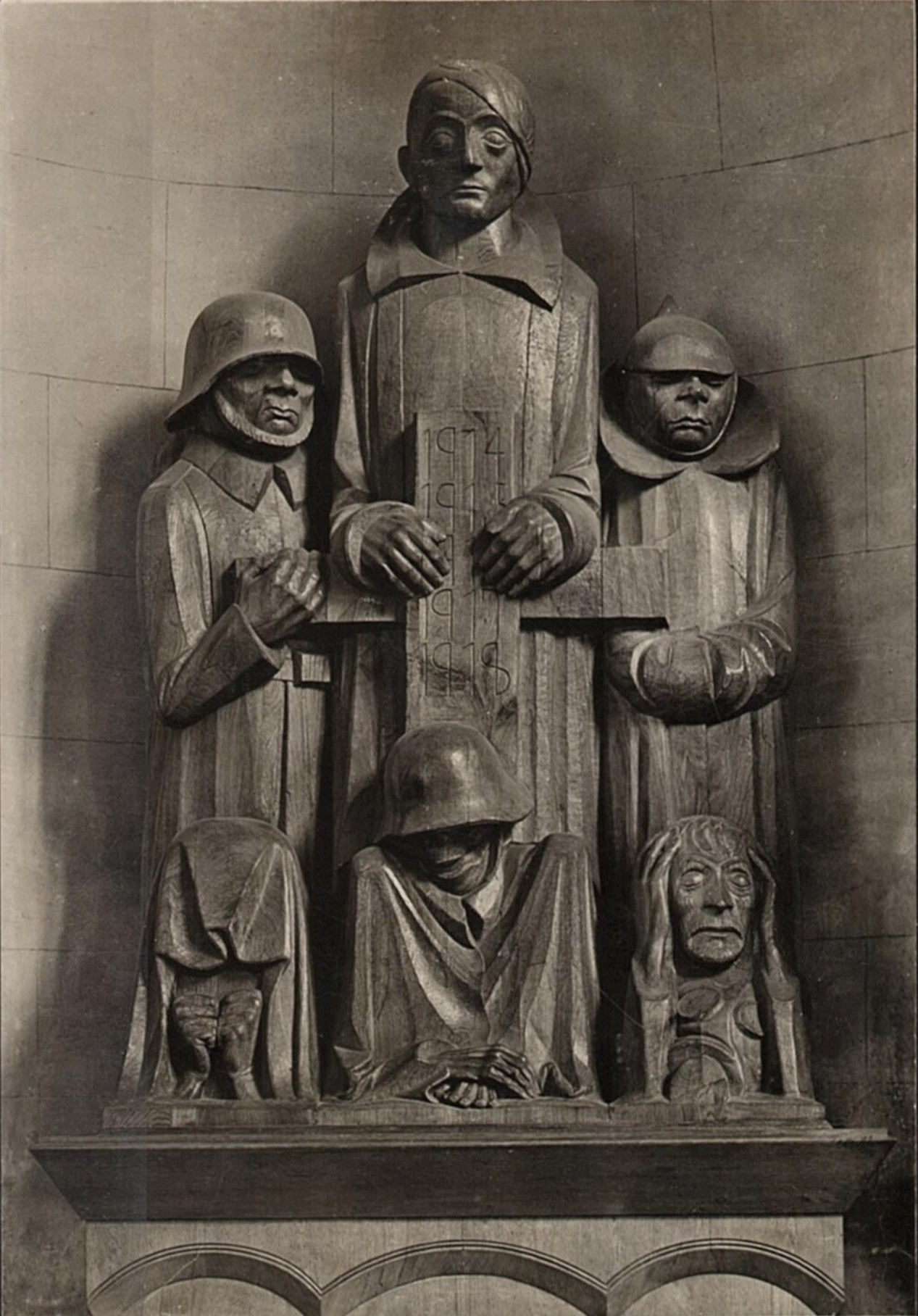
Auf einer Postkarte kurz nach der Aufstellung verbreitetes Foto von Rudolf Hatzold

Das Magdeburger Ehrenmal ist eine Holzplastik von Ernst Barlach im Magdeburger Dom.

## Geschichte
Barlach schuf das vom preußischen Staat als Eigentümer des Doms beauftragte Ehrenmal zwischen 1927 und 1929. Erstmals aufgestellt wurde es am Totensonntag 1929. Die Plastik wurde von Anfang an seitens der Kirchengemeinde kritisiert und am 24. September 1934 auf Betreiben des Domgemeinderates wieder entfernt. Nach der Aufbewahrung in der Berliner Nationalgalerie, wo das Ehrenmal 1937 beschlagnahmt wurde, kam es in den Besitz von Bernhard Böhmer. Am 19. September 1955 wurde es erneut auf einem früheren Nebenaltar innerhalb einer Konche in der Ostwand des nördlichen Querhauses aufgestellt. Dort befindet es sich bis heute.

## Beschreibung
Das Mahnmal zeigt zwei mal drei Personen, die aus drei großen geleimten Eichenblöcken geformt sind. Mittig ein Kreuz mit den Jahreszahlen 1914–1918. Barlach selbst charakterisiert die Halbfiguren im unteren Bereich als Not, Tod und Verzweiflung, die dahinter stehenden Figuren symbolisieren den Kriegserfahrenen, den Wissenden und den Naiven.

## Oratorium
Armin Juhre verfasste die Texte für ein am 26. September 2009 im Magdeburger Dom uraufgeführtes Barlach-Oratorium, das die Geschichte rund um das Mahnmal wiedergibt. Die Musik stammt von Barry Jordan.